# Jan Koller
Jan Koller, född 30 mars 1973 i Smetanova Lhota, dåvarande Tjeckoslovakien, är en tjeckisk före detta fotbollsspelare med delvis tyskt ursprung. 
Koller är med sina 202 cm en mycket stor och stark anfallare som har haft en framgångsrik karriär i bland annat RSC Anderlecht och Borussia Dortmund. Koller är Tjeckiens meste målskytt i landslaget och deltog i EM 2000, 2004 och 2008. En korsbandskada gjorde att Koller missade större delen av säsongen 2005-2006, men alldeles i slutet kunde Koller göra comeback och han blev därmed klar för den tjeckiska VM-truppen 2006. Koller gjorde mål i sin sista landskamp, mot Turkiet i EM 2008, där han nickade ribba in. Även om Tjeckien förlorade matchen och åkte ur EM så hade Jan Koller en lyckad tid i landslaget.
Den 16 augusti 2011 meddelade Koller officiellt att han avslutar sin karriär.

## Meriter
- VM i fotboll: 2006
- EM i fotboll: 2000, 2004, 2008
  - EM-semifinal 2004
- Tysk mästare 2002